# Clavulina panurensis
Clavulina panurensis é uma espécie de fungo pertencente à família Clavulinaceae.